# UTC-12
UTC-12 е часова зона, обхващаща Тихия океан между 180° и 172°30′западна дължина. За да бъде получено времето за тази зона, трябва да се извадят 12 часа от Координираното универсално време. В обхвата на тази часова зона няма постоянно население – единствената суша представляват ненаселените острови Бейкър и Хоуленд.